# دیوید هستنس
 دیوید هستنس (انگلیسی: David Hestenes؛ زاده ۲۴ مارس ۱۹۳۳) یک دانشمند اهل ایالات متحده آمریکا است.